# Kós Géza
Kós Géza (1967–) magyar matematikus.

## Életpályája
Háromszor vett részt matematikai diákolimpián, 1984-ben, másodikosként ezüstérmet nyert, harmadikban (1985) és negyedikben (1986) maximális pontszámmal lett aranyérmes. 
A Kürschák versenyen 1983-ban, 1985-ben, és 1986-ban is I. díjat kapott.
Egyéb tantárgyakban (fizika, számítástechnika) is szerzett OKTV-helyezést.
Az ELTE matematikus szakára járt 1986-91-ig. Várady Tamás kutatócsoportjában a geometria informatikai kérdéseivel foglalkozott, ebből szerezte PhD fokozatát is 2002-ben az ELTE Informatika Karán. Jelenleg az ELTE Analízis tanszékének adjunktusa. Sokat dolgozott a matematikai diákolimpikonok felkészítésén. A KöMaL matematikai szerkesztőbizottságának tagja, internetes megjelenésének felelőse és az internetes fórumának létrehozója.

## Kitüntetések, díjak
- Ericsson-díj (matematika), 2006.